# Osiander (Familie)
Die Familie Osiander ist eine ursprünglich aus Franken stammende württembergische Familie, die zahlreiche Theologen, Mediziner und Buchhändler hervorbrachte. Stammvater der Familie ist der Reformator Andreas Osiander (1496/1498–1552).

## Herkunft und Bedeutung
Der Familienname Osiander stammt aus dem süddeutschen Raum und ist vorwiegend in Franken und Württemberg anzutreffen. Schriftlich belegt ist der Name seit 1440.
Die verbreitete Auffassung, der Name sei ein „Humanistenname“ und stelle eine Gräzisierung von „Hosemann“ dar, ist irrig.
Die Familie Osiander hat vor allem eine Vielzahl an Theologen hervorgebracht. So stellte sie beispielsweise 1720 in der Württembergischen Kirche über 30 Dekane. Am berühmtesten ist der deutsche Reformator und Stammvater der Familie, Andreas Osiander. Im 17. und 18. Jahrhundert zählten auch Kanzler der Universität Tübingen sowie im 18. und 19. Jahrhundert bedeutende Buchhändler dazu.

## Varianten
- Ossiander
- Osyander

## Stammliste
Andreas Osiander (1496/1498–1552), Theologe und Reformator
1. Lucas Osiander der Ältere (1534–1604), Theologe, württembergischer Hofprediger
  1. Andreas Osiander der Jüngere (1562–1617), Theologe und Kirchenlieddichter
    1. Andreas Osiander (1592–1635), Pfarrer
      1. Anna Dorothea Osiander (1615–1690), verheiratet mit Pfarrer Gottfried Nicolai (1612–1671), Sohn des Theologen und Propstes Melchior Nicolai (1578–1659)[2]

    2. Daniel Osiander (1595–1635), Pfarrer
      1. Daniel Osiander (1619–1662), Pfarrer
        1. Jakob Andreas Osiander (1655–1726), Chirurg in Tübingen
          1. Johann Adam Osiander (1683–1767), Pfarrer
            1. Johann Adam Osiander (1713–1779), Pfarrer
              1. Johann Adam Osiander (1747–1812[3]), Theologe
                1. Christian Nathanael von Osiander (1781–1855), Theologe

      2. Lukas Osiander (1622–1703), Pfarrer
        1. Jakob Andreas Osiander (1650–1710), Pfarrer
          1. Christoph Kaspar Osiander (1690–1744), Pfarrer
            1. Lukas Samuel Osiander (1735–1776), Kaufmann in Alpirsbach
              1. Johann Ludwig Osiander (1763–1832), Handelsmann in Alpirsbach
                1. Karl Gottlob Osiander (1798–1855), Apotheker
                  1. Karl Ludwig Osiander (1834–1918), Gutsdirektor in Mähren
                    1. Karl Friedrich Osiander (1864–1925), Teppichhändler in Täbris
                      1. Ludwig Friedrich-Karl Osiander (1895–1972), Diplom-Kaufmann
                        1. Renate Finke-Osiander (1926–2025), deutsche Botschafterin

        2. Johann Joachim Osiander (1672–1751), Salzfaktor in Sulz am Neckar
          1. Jacob Christoph Osiander (1711–1783), Pfarrer
            1. Johann Joachim Osiander (1745–1771), stud. jur.
            2. Christoph Friedrich Osiander (1757–1821), Pfarrer
              1. Johann Christoph Friedrich Osiander (1794–1843), Pfarrer
              2. Philipp Gottlieb Osiander (1803–1876), Politiker und Oberamtmann

  2. Johann Osiander (Theologe, 1564) (1564–1626), Theologe, Generalsuperintendent und Abt in Adelberg
    1. Johann Balthasar Osiander (um 1595[4]–1649), Diakon
      1. Johann Adam Osiander (1622–1697), Theologe
        1. Johann Osiander (Theologe, 1657) (1657–1724), Theologe, Philosoph und Diplomat
          1. Johann Rudolph Osiander (1689–1725), Philologe und Theologe

        2. Johann Adam Osiander (1659–1708), Mediziner
          1. Johann Adam Osiander (1701–1756), Theologe und Philologe

      2. Gottfried Osiander (1643–1696), Pfarrer
        1. Gottfried Osiander (1681–1738), Pfarrer
          1. Heinrich Osiander (1715–1783), Pfarrer
            1. Johann Eberhard Osiander (1750–1800), Theologe
              1. Heinrich Friedrich Osiander (1782–1846), Nationalökonom und Finanzwissenschaftler
              2. Gottlieb Ulrich Osiander (1786–1827), Theologe
              3. Johann Ernst Osiander (1792–1870), Theologe
                1. Ernst Osiander (1829–1864), Orientalist

      3. Johannes Osiander (1649–1689), Pfarrer
        1. Johannes Osiander (1681–1721), Pfarrer
          1. Johann Rudolf Osiander (1717–1801), Theologe
            1. Friedrich Benjamin Osiander (1759–1822), Gynäkologe und Geburtshelfer
              1. Johann Friedrich Osiander (1787–1855), Gynäkologe und Urologe
              2. Christian Friedrich Osiander (1789–1839), Buchhändler und Begründer der Osianderschen Buchhandlung in Tübingen
                1. Franz Osiander (1817–1885), Buchhändler und Inhaber der Osianderschen Buchhandlung in Tübingen

  3. Lucas Osiander der Jüngere (1571–1638), Theologe
  4. Joseph Osiander (1589–1635), Theologe

## Weitere Namensträger
Personen:
- Sigismund Osiander (1630–1701), evangelischer Theologe, Professor der Mathematik an der Universität Helmstedt

Unternehmen:
- Osiandersche Buchhandlung, 1596 gegründetes süddeutsches Buchhandelunternehmen mit Sitz in Tübingen, benannt nach dem Buchhändler Christian Friedrich Osiander (1789–1839)